# 托馬薩米爾山
21°18′S 67°58′W / 21.300°S 67.967°W

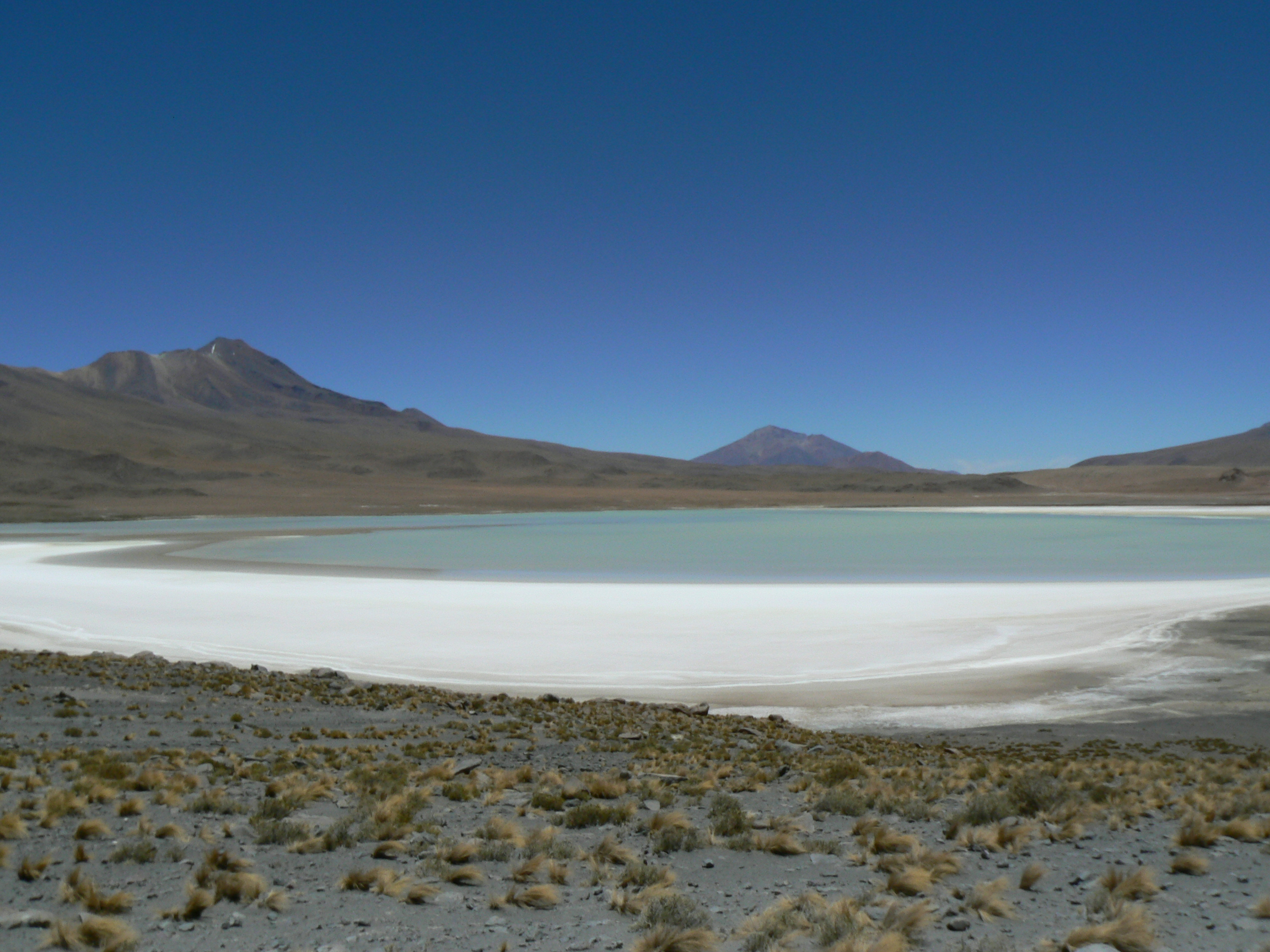

托馬薩米爾山（Tomasamil），是玻利維亞的山峰，位於該國西南部波托西省，處於奧亞圭火山以東，屬於安第斯山脈中玻利維亞西部山脈的一部分，海拔高度5,890米。